# Заляддя (Гомельський район)
Заляддя (біл. Заляддзе) — селище в Улуковській сільській раді Гомельського району Гомельської області Республіки Білорусь.

## Географія

### Розташування
На сході межує із лісом.
За 8 км від обласного центру та 11 км від залізничної станції Гомель-Пасажирський. За 1,5 км від селища розташоване Шабрінське лісництво.

## Транспортна мережа
Транспортні зв'язки степовою, потім автошляхами, які йдуть від Гомеля. Планування складається з двох вулиць — прямолінійної майже широтної орієнтації (колишнє селище Ближнє Заляддя) та прямолінійної, орієнтованої з південного заходу на північний схід (колишнє селище Далеке Заляддя). Забудований двосторонньо дерев'яними будинками садибного типу.

## Історія
Заляддя засноване на початку XX століття як селища Ближнє Заляддя та Далеке Заляддя. 1930 року жителі вступили до колгоспу. У 1962 році селища Ближнє Заляддя і Далеке Заляддя були об'єднані в одне селище. У складі племзаводу «Берізки» (центр — село Березки).

## Населення

### Чисельність
- 2009 — 102 мешканці.

## Відомі уродженці
- Н. Ф. Семенцов — лауреат Державної премії Білорусі.